# Kim Jung-woo
Kim Jung-woo (* 9. Mai 1982 in Seoul) ist ein südkoreanischer Fußballspieler.

## Karriere
Kim Jung-woo begann seine Profikarriere im Jahr 2003 beim Klub Ulsan Hyundai Horangi, mit dem der Mittelfeldspieler zwei Jahre später die Meisterschaft der K-League gewann. In Anschluss verbrachte Kim zwei Spielzeiten in der japanischen Liga bei Nagoya Grampus, bevor er 2008 in die K-League zurückkehrte und sich Seongnam Ilhwa Chunma anschloss.
Zur selben Zeit wurde Kim Jung-woo, der sein Länderspieldebüt am 19. Oktober 2003 gegen Vietnam gab und an den olympischen Fußballturnieren 2004 in Athen und 2008 in Peking teilgenommen hatte, ein fester Bestandteil der A-Nationalmannschaft seines Landes. Der zunächst meist nur als Einwechselspieler eingesetzte Kim, sicherte sich durch starke Leistungen und das Fehlen von Kim Do-heon und Kim Nam-il einen Stammplatz. Im Februar 2010 war er bei der Ostasien-Meisterschaft Kapitän des Teams das am Ende den Zweiten Platz hinter der Volksrepublik China belegte.
Von 2010 bis 2011 leistet Kim Jung-woo seinen zweijährigen Militärdienst bei Gwangju Sangmu, einer sportlichen Abteilung des südkoreanischen Militärs, ab. Im Sommer 2010 nahm er mit Südkorea an der Fußball-Weltmeisterschaft 2010 in Südafrika teil.
Im Anschluss an seinen Wehrdienst kehrte er wieder zu Seongnam Ilhwa Chunma zurück, wurde dort aber nur zwei Mal eingewechselt. Deshalb wechselte er in der folgenden Transferperiode 2012 zum amtierenden Meister Jeonbuk Hyundai Motors, mit denen er im selben Jahr in der AFC Champions League den 2. Platz belegte.
Von August 2013 bis Juni 2014 wurde er in die Vereinigten Arabischen Emirate an den Sharjah FC ausgeliehen. Der Verein aus Schardscha spielte in der ersten Liga, der UAE Arabian Gulf League. Anschließend spielte er bis Februar 2015 beim Ligakonkurrenten Baniyas SC. Nach Vertragsende war er bis Februar 2017 vereinslos.
Im Februar 2016 ging er nach Thailand. Hier unterschrieb er einen Vertrag bei BEC Tero Sasana. Der Verein aus der thailändischen Hauptstadt spielte in der ersten Liga, der Thai Premier League. Ende 2017 beendete er seine Karriere als Fußballspieler.